# 保罗·梅尼
保罗·米尼（英語：Paul Meany，1976年7月2日—）是美国创作歌手、多乐器演奏者和唱片制作人。他因与二十一名飞行员乐队合作并联合制作其最近作品而闻名。他还为穿透防護和扬布拉德制作音乐。除了制作音乐之外，他还担任另类摇滚乐队無聲數學樂團的主唱和键盘手；2017年以来他是这一乐团的唯一成员。

## 职业生涯
保罗·米尼以艺名“Math”为托比麥克首张录音室专辑《Momentum》中的歌曲《J Train》制作重混版本。这一首作品收录进托比麥克的专辑《Re:Mix Momentum》，在2003年发行。
梅尼在2002年与美国鼓手达伦·金建立了乐队無聲數學樂團。金在 2017 年离开后，梅尼决定继续将乐团作为一个个人项目继续进行。在乐团之外，梅尼还继续从事许多不同的项目，为Forenn制作音乐，以及为乐队成员Jonathan Allen制作首张 EP。米尼还在史蒂夫·安吉罗单曲《Breaking Kind》以及美国DJ七隻獅子和杰森·罗斯的单曲《Higher Love》上客串演唱。
2015年，在無聲數學樂團与华纳兄弟唱片公司解约以及与Teleprompt合作关系解除后，梅尼在纽约创立了自己的独立唱片公司 Wojtek Records。無聲數學樂團的第四张和第五张专辑以及后续的混音项目均通过Wojtek与Caroline Records合作发行。
米尼是独立唱片公司Teleprompt Records的联合创始人之一，该公司现已解散。在与鼓手达伦·金组建 Mutemath 之前，梅尼是摇滚乐队地球外衣乐团的键盘手和伴唱，并在另一支由 Adam LaClave 领衔的摇滚乐队Macrosick的初期担任同样的职务。梅尼还参与了 Jeremy Larson 以及另一个 Earthsuit 衍生乐队 Club of the Sons的音乐制作。

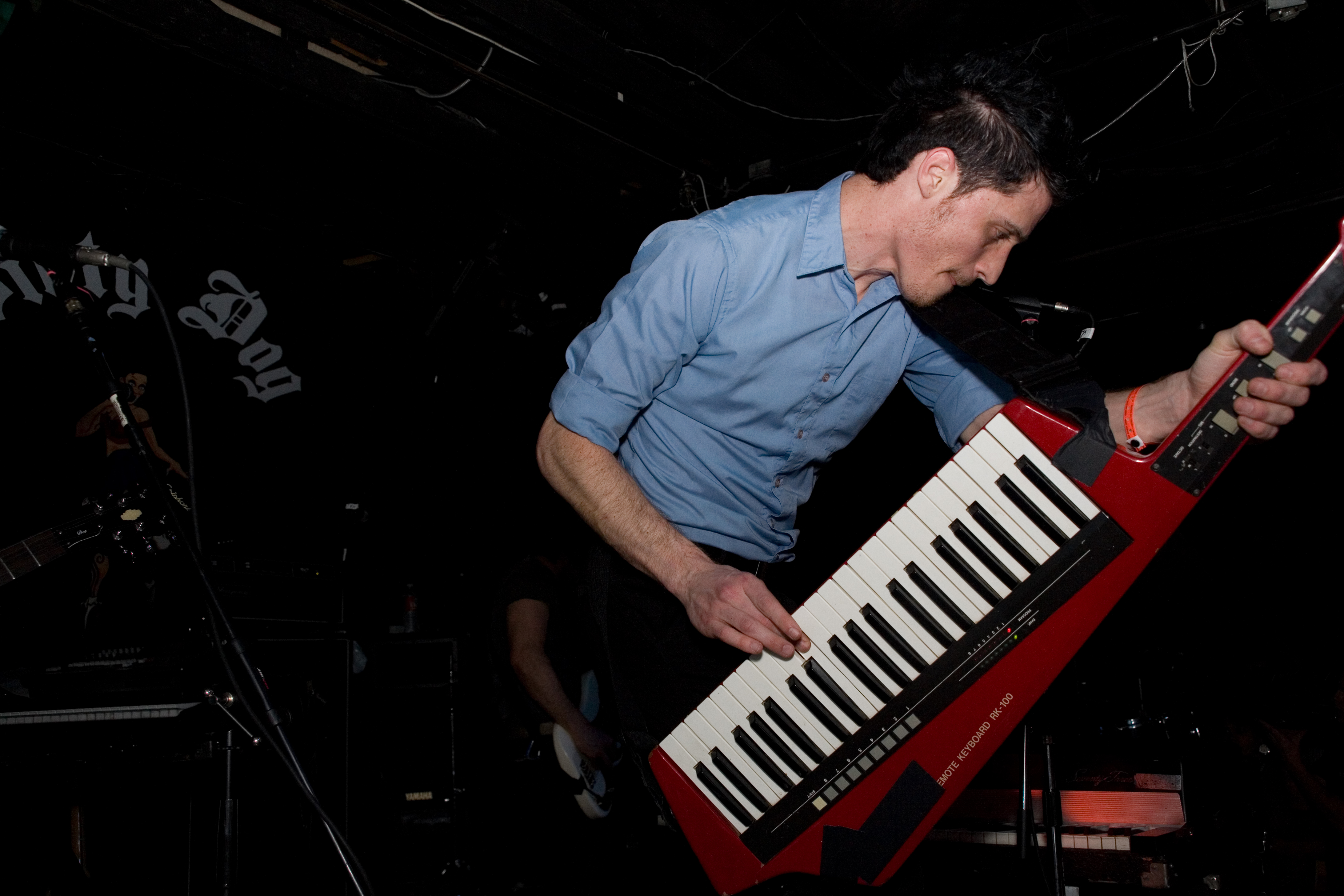
梅尼在2007年用键琴表演

米尼协助制作了二十一名飞行员第五张录音室专辑《音乐战壕》的大部分歌曲。 他还于 2020 年参与了乐团单曲《Level of Concern》的创作，该曲是在美国COVID-19疫情开始期间录制并发行的。米尼此前曾与该二人组一起“重新构想”并制作了专辑《TOPxMM》。他协助制作了二人的第六张录音室专辑《密碼解鎖》，并担任这张专辑配套巡演的现场乐队成员以及音乐总监。
梅尼还制作了独立摇滚乐队Half Alive首张专辑《Now, Not Yet》的最后一首曲目《Creature》。  2020 年和 2021 年，梅尼与摇滚乐队The Blue Stones合作，制作了他们的第二张专辑《Hidden Gems》。 